# P. K. Page
Patricia Kathleen Page, kurz meist P. K. Page (* 23. November 1916 in Swanage, Dorset, England; † 14. Januar 2010 in Oak Bay, British Columbia), war eine kanadische Dichterin, Autorin und Künstlerin. Sie war zudem eine vielseitige Autorin von mehr als 30 veröffentlichten Büchern, neben Gedichten Belletristik, Reisetagebücher, Essays, Kinderbücher und eine Autobiografie.
Als bildende Künstlerin stellte sie ihre Werke unter dem Namen P.K. Irwin an zahlreichen Orten in Kanada und im Ausland aus. Ihre Werke befinden sich in den ständigen Sammlungen der National Gallery of Canada, der Art Gallery of Ontario und der Burnaby Art Gallery.
Auf besonderen Beschluss der Vereinten Nationen wurde Pages Gedicht Planet Earth 2001 im Rahmen der Global Agenda for Dialogue Among Civilizations gleichzeitig in New York, in der Antarktis und im Südpazifik vorgetragen.

## Leben
Page wurde in England geboren. 1919 zog die Familie jedoch nach Kanada, erst nach Red Deer, Alberta, und später nach Calgary und Winnipeg, Manitoba. Ihr Vater war Lionel Frank Page, ein Offizier der kanadischen Armee. Page sagte, ihre Eltern seien kreative, ermutigende Nonkonformisten gewesen, die die Künste liebten, Gedichte rezitierten und ihr vorlasen. Sie schrieb ihr frühes Interesse an der Poesie den Rhythmen zu, die sie als Kind unbewusst in sich aufnahm. Ein Besuch im Alter von 17 Jahren in England weckte ihr Interesse für Galerien, Ballette und Konzerte.
Page zog nach Saint John, New Brunswick, wo sie in den späten 1930er Jahren als Verkäuferin und Rundfunkschauspielerin arbeitete.
1941 zog Page nach Montreal und kam in Kontakt mit der modernistischen Dichtergruppe Montreal Group, zu der auch Abraham Moses Klein und Francis Reginald Scott gehörten.
1942 wurde sie Gründungsmitglied von Patrick Andersons Zeitschrift Preview, und 1945 von deren Nachfolgerin Northern Review. In Preview veröffentlichte sie erste Gedichte zum Spanischen Bürgerkrieg. Einige ihrer Gedichte erschienen 1944 in der modernistischen Anthologie Unit of Five, zusammen mit Gedichten von Louis Dudek, Ronald Hambleton, Raymond Souster und James Wreford. Ebenfalls 1944 veröffentlichte sie unter dem Pseudonym „Judith Cape“ einen Liebesroman, The Sun and the Moon. Der Roman wurde 1973 zusammen mit einigen ihrer Kurzgeschichten aus den 1940er Jahren unter dem Titel The Sun and the Moon and Other Fictions neu aufgelegt.
Später wurde sie Drehbuchautorin beim National Film Board of Canada, wo sie William Arthur Irwin, einen Journalisten und Diplomaten, kennenlernte, den sie 1950 heiratete. Nach ihrer Heirat schrieb Page den Gedichtband The Metal and the Flower (1954), für den sie mit dem Governor General’s Award ausgezeichnet wurde.
Page begleitete ihren Mann auf dessen diplomatischen Missionen nach Australien, Brasilien, Mexiko und Guatemala. Über die Aufenthalte in Brasilien und Mexiko, wo sie den Rhythmus des gesprochenen Englisch nicht hörte, äußerte sie: „Ich hatte eine lange Durststrecke, also begann ich zu malen und ein Tagebuch zu führen“. Letzteres wurde, mit ihren eigenen Bildern illustriert, als Brazilian Journal veröffentlicht.  Nach ihrer Rückkehr nach Kanada Mitte der 1960er Jahre begann sie wieder Gedichte zu schreiben.
Ihre Kunstwerke, die sie unter ihrem Ehenamen „P. K. Irwin“ veröffentlichte, befinden sich in Galerien und Privatsammlungen, darunter auch in der National Gallery of Canada in Ottawa.
Sie blieb bis zu ihrem Lebensende in Oak Bay, British Columbia, eine aktive Kulturschaffende und Schreibende. Ihr Nachlass befindet sich in der kanadischen Nationalbibliothek (Library and Archives Canada).

## Dichtung
Pages Schaffen kann in zwei Perioden unterteilt werden: die erste ist in den 1940er und 1950er Jahren, die zweite beginnt mit ihrer Rückkehr nach Kanada in den 1960er Jahren.
Ihre frühen Gedichte „waren nach innen gerichtete, imaginäre Biografien“, die „sich stark auf suggestive Bilder und die detaillierte Darstellung konkreter Situationen stützen, um soziale Anliegen und transzendentale Themen zum Ausdruck zu bringen. […] Gedichte wie The Stenographers und The Landlady handeln von isolierten Individuen, die vergeblich nach einem Sinn und einem Gefühl der Zugehörigkeit suchen. Photos of a Salt Mine, das als eines der besten frühen Gedichte von Page gilt, untersucht, wie die Kunst die Realität sowohl verbirgt als auch enthüllt“.
Northrop Frye schrieb über ihren 1954 erschienenen Band The Metal and the Flower: „Wenn es so etwas wie «reine Poesie» gibt, dann muss es das sein: ein lebendiger Geist, der fast jede Erfahrung aufgreift und sie in geistreiche Verse verwandelt. […] Miss Pages Werk ist von einer kompetenten Eleganz, die selbst die unauffälligen Gedichte zu einem befriedigenden Anblick macht.“
Ihre späteren Werke zeigen „eine neue Strenge in der Form und eine Reduzierung der Anzahl der dargestellten Bilder“. Auch in der Art der Bilder gibt es einen Unterschied: „Ihre späteren Gedichte spielen oft in der Fremde und suggerieren einen Weg der Befreiung für den isolierten, entfremdeten Einzelnen. […] Gedichte wie Bark Drawing und Cook′s Mountains enthalten Bilder außerhalb des eigenen Ichs, ebenso wie Cry Ararat! ein Gedicht über die Versöhnung von innerer und äußerer Welt, in dem der Berg Ararat einen Ort der Ruhe symbolisiert.“
Der Kritiker George Woodcock formulierte, dass diese Gedichte „in ihrer sinnlichen Evokation von Form, Farbe und Raum schärfer und intensiver als je zuvor sind; ihre Bildersprache führt uns auf magische Weise über das gewöhnliche Sehen hinaus in ein Reich der Imagination, in dem die normale Welt wie ein riesiges Kaleidoskop erschüttert und in unerwarteten und leuchtenden Beziehungen enthüllt wird“.
Pages apokalyptische Erzählung über den Klimawandel von 1972, Unless the Eye Catch Fire, erschien Ende der 1970er Jahre in der Literaturzeitschrift The Malahat Review und 1981 als einziges Prosastück in ihrer Gedichtsammlung Evening Dance of the Grey Flies. Später wurde es als Ein-Frau-Stück von der Schauspielerin Joy Coghill und dem Flötisten Robert Cram im Banff Centre for the Arts inszeniert und mehrfach prominent aufgeführt. Der Komponist Gavin Bryers schrieb die Musik für eine Verfilmung der Geschichte durch Anna Tchermakova. Ein Konzert von Bryers' Partitur im Juni 1999 wurde für eine spätere Ausstrahlung aufgezeichnet.

## Auszeichnungen
Neben dem bereits erwähnten Governor General's Award für The Metal and the Flower erhielt sie 1985 den Canadian Authors Association Award für The Glass Air.
1977 wurde sie zum Officer des Order of Canada und 1998 zum Companion ernannt. 2003 wurde sie zum Mitglied des Order of British Columbia ernannt.
Die Lieutenant Governor of British Columbia Iona Campagnolo verlieh ihr 2004 den ersten Lieutenant Governor's Award for Literary Excellence.  2004 wurde Page außerdem mit dem Terasen Lifetime Achievement Award ausgezeichnet.
Im Jahr 2006 wurde sie zum Fellow der Royal Society of Canada ernannt. Sie erhielt zudem die Ehrendoktorwürden der University of Victoria (1985), University of Calgary (1989), University of Guelph (1990), Simon Fraser University (1990), University of Toronto (1998), University of Winnipeg (2001), Trent University (2004) und der University of British Columbia (2005).
Kunstwerke von Mimmo Paladino, die von ihren Gedichten inspiriert sind und diese einbeziehen, wurden zusammen mit Pages kalligraphischen Texttafeln für Ausstellungen in Toronto (1998), in Victoria (1999) und in Winnipeg (2000) installiert. Ein Symposium über ihr Werk, Extraordinary Presence: The Worlds of P.K. Page fand 2002 an der Trent University statt.
Gordon Campbell, der Premierminister von British Columbia feierte sie als true Canadian literary and artistic icon: „Als Autorin, Dichterin, Lehrerin, Drehbuchautorin und Malerin war P. K. Page eine außergewöhnliche und vielseitige Kraft bei der Förderung und Entwicklung der kanadischen Kultur. Ihre Bemühungen trugen dazu bei, die Voraussetzungen für ein jahrzehntelanges kulturelles Wachstum in unserer Nation zu schaffen. […] Es ist die Leidenschaft von Menschen wie Patricia, die die kulturelle und künstlerische Identität unseres Landes geprägt hat.“
Das National Film Board of Canada widmete ihrer Karriere den Dokumentarfilm Still Waters. In einer Sonderausgabe des Malahat Review über Page und ihr Werk schrieb der Regisseur Donald Winkler über die Dreharbeiten zu dem Dokumentarfilm über ihre Kindheit.
Coal and Roses, ihre letzte Gedichtsammlung, wurde posthum in die engere Auswahl für den Griffin Poetry Prize aufgenommen.
Journey with No Maps, eine Biografie über Page von Sandra Djwa, wurde Ende 2012 veröffentlicht und war 2013 Finalist für den Charles Taylor Prize.
Das Malahat Review vergibt jährlich einen mit 1.000 Dollar dotierten Lyrikpreis in Pages Namen.

## Werke (Auswahl)
Dichtung
- Unit of five: Louis Dudek, Ronald Hambleton, P.K. Page, Raymond Souster, James Wreford. Ryerson Press, Toronto 1944.
- As ten, as twenty. Ryerson Press, Toronto 1946.
- The Metal and the Flower. McClelland & Stewart, Toronto 1954.
- Cry Ararat!: poems new and selected. McClelland & Stewart, Toronto 1967.
- P.K. Page: Poems Selected and New.  Anansi, Toronto 1974.
- mit Mike Doyle: Planes: poems. Seripress, Toronto 1975 (limitierte Ausgabe von 50 handsignierten Exemplaren).
- Five Poems. League of Canadian Poets, Toronto 1980.
- Evening Dance of the Grey Flies. Oxford University Press, Toronto 1981.
- The Glass Air: poems selected and new. : Oxford University Press, Toronto 1985.
- Two Poems. Nemo Press, Comox 1988 (limitierte Ausgabe von 150 Exemplaren).
- Hologram: a Book of Glosas. Brick Books, London (Ontario) 1994.
- The Hidden Room, 2 Bände. The Porcupine's Quill, Erin 1997.
- Alphabetical. Reference West, Victoria 1998 (Ausgabe für die Hawthorne Society).
- Cosmologies. Poppy Press, Victoria 2000 (limitierte Ausgabe zusammen mit  Alphabetical von 500 Exemplaren).
- Planet Earth: poems selected and new. The Porcupine's Quill, Erin 2002.
- Hand Luggage: A Memoir in Verse. The Porcupine's Quill, Erin 2006.
- Coal and Roses: Twenty-One Glosas. The Porcupine's Quill, Erin 2009.

Prosa
- als Judith Cape: The Sun and the Moon. Creative Age Press,  New York 1944.[8]
- The Sun and the Moon and Other Fictions. Anansi, Toronto 1973.
- als Herausgeberin: To Say the Least: Canadian Poets from A to Z. Press Porcépic, Toronto 1979.[8]
- Brazilian Journal. Lester & Orpen Dennys, Toronto 1988.
- A Kind of Fiction. Porcupine's Quill, Erin 2001 (enthält "Unless the Eye Catch Fire").
- The Filled Pen: selected non-fiction. University of Toronto Press, Toronto 2007.
- Up on the Roof.Porcupine's Quill, Erin 2007.
- You Are Here.  Hedgerow Press, Sidney 2008.

Kinderbücher
- A Flask of Sea Water. Oxford University Press, Toronto 1989 (mit Illustrationen von Lazlo Gal).
- The Travelling Musicians. Kids Can Press, Toronto 1991 (mit Illustrationen von Kady MacDonald Denton, Adaption der Bremer Stadtmusikanten).
- The Goat that Flew. Beach Holme, Victoria 1993 (mit Illustrationen von Lazlo Gal, 2. Band zu A Flask of Sea Water).
- A Grain of Sand. Fitzhenry and Whiteside, Leaside 2003 (mit Illustrationen von Vladyana L Krykorka).[16]
- A Brazilian Alphabet for the Young Reader. The Porcupine's Quill, Erin 2005.[16]
- Jake, the Baker, Makes a Cake. Oolichan Books, Fernie 2008.[16]
- The Old Woman and the Hen. The Porcupine's Quill, Erin 2008.[16]
- There Once Was a Camel. Ekstasis Editions, Victoria 2008 (mit Illustrationen von Kristi Bridgeman).[8]
- The Sky Tree: A Trilogy of Fables. Oolichan Books, Fernie 2009 (mit Illustrationen von Kristi Bridgeman).
- Uirapurú: Based on a Brazilian Legend. Oolichan Books, Fernie 2010 (mit Illustrationen von Kristi Bridgeman).